# Arbeitserziehungslager Hallendorf
Das Arbeitserziehungslager Hallendorf in Salzgitter, auch Lager 21 oder Sonderlager 21, Arbeitserziehungslager Watenstedt-Hallendorf genannt, wurde von den Reichswerken „Hermann Göring“ im März 1940 als Straflager für ausländische Zwangsarbeiter und zur Abschreckung und Disziplinierung der deutschen Bevölkerung in der Nähe des heutigen Stadtteils Hallendorf der Stadt Salzgitter errichtet und der Gestapo-Leitstelle Braunschweig kostenlos zur Verfügung gestellt.

## Planung
Anfang März 1940 plante die Konzernleitung der Reichswerke „Hermann Göring“ ein Straflager für Zwangsarbeiter und am 21. März 1940 kam diese Angelegenheit auf der 16. Tagung der leitenden Direktoren der Reichswerke auf die Tagesordnung. Friedrich Jeckeln, der Polizeichef des Freistaates Braunschweig, der von Rudolf Jordan, dem damaligen Reichsverteidigungskommissar des Wehrkreises Dessau, mit der Kontrolle und Behandlung der polnischen Arbeiter beauftragt worden war, hatte per Erlass vom 8. März 1940 in einem doppelsprachigen Merkblatt bekanntgemacht, dass bei Zuwiderhandlungen die Einweisung in ein Arbeitserziehungslager erfolge. Jeckeln berichtete selbst:

„Im Einvernehmen mit den Reichswerken Hermann Göring ist dann durch mich ein Erziehungslager für Arbeitsbummler und renitente Elemente eingerichtet worden, das sich sehr segensreich auswirkte. […] Die Erziehungsarbeiter müssen vollkommen kaserniert und in ihrer Freizügigkeit vollkommen eingeengt werden, und außerdem hätten sie eine tägliche Arbeitszeit von 12 Stunden zu verrichten.“

## Lager

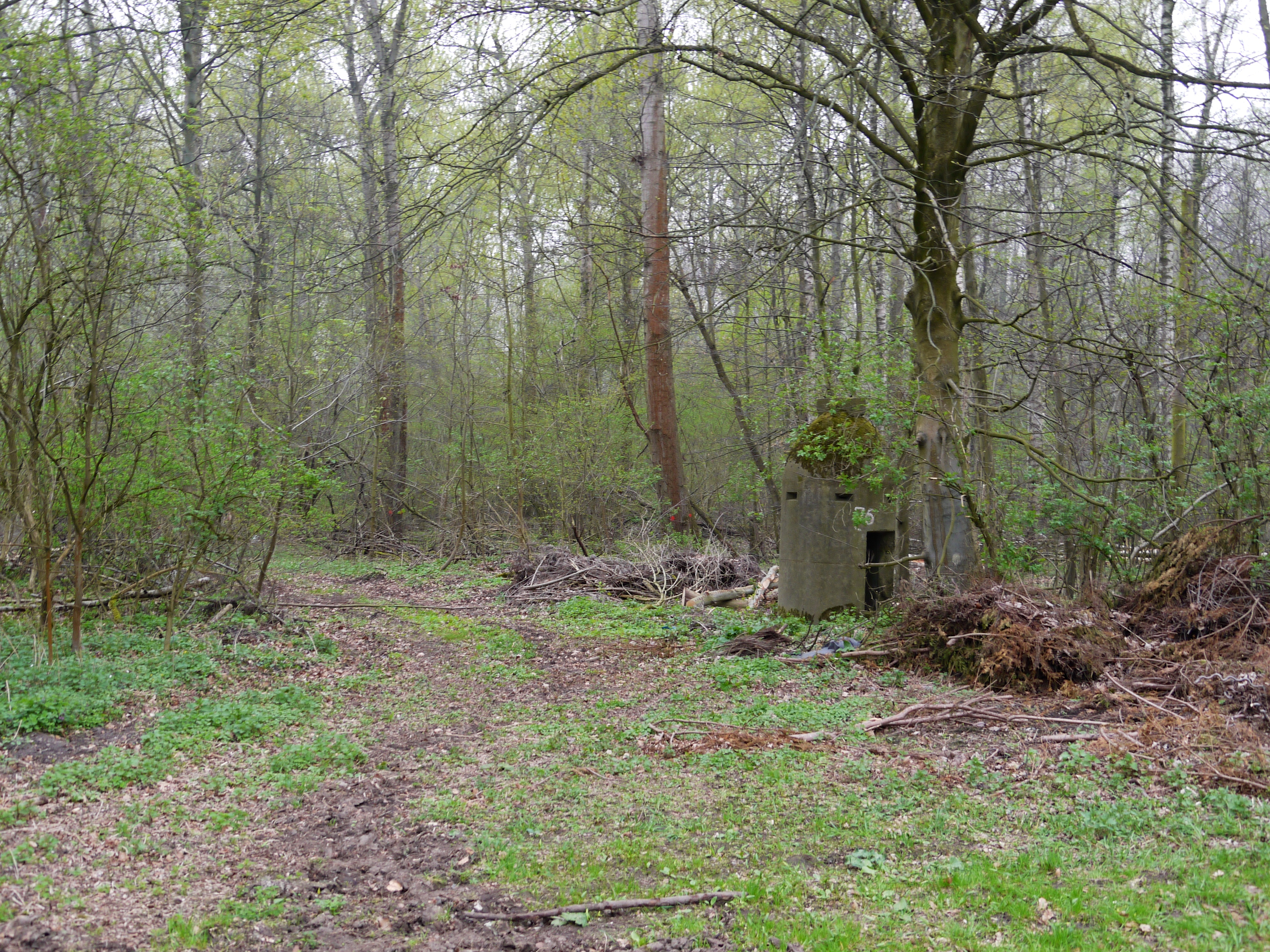
Eingang zum ehemaligen Arbeitserziehungslager (Lager 21). Die Splitterschutzzelle stand an der linken Seite des Eingangs.

Bereits im Frühjahr 1940 stellten die Reichswerke der Gestapo Braunschweig das Lager 21 zunächst kostenlos zur Verfügung und drohten arbeitsunwilligen Polen in ihrer Lagerzeitung mit einer verschärften Strafbehandlung. Diese Maßnahmen und Strafen kündigten die Reichswerke in der Lagerzeitung vom April 1940 auf der Titelseite unter der Überschrift „Brief an einen Bummelanten“ mit der Anrede „Teurer Bummelant“ an. Mit einem Erlass vom 25. Juni 1940 erlaubte das Reichssicherheitshauptamt die Errichtung von Strafgefangenenlagern auf dem Gebiet der Reichswerke unter der Leitung der Staatspolizeistelle Braunschweig. Zunächst stellten die Reichswerke der Gestapo das Lager ohne vertragliche Regelung zur Verfügung; erst im Herbst 1940 schlossen der braunschweigische Staatspolizeileiter, Horst Freytag, das Vorstandsmitglied der Reichswerke Wilhelm Meinberg und Georg Strickrodt von der Reichswerke-Rechtsabteilung einen rückwirkenden Mietvertrag, in dem die Gestapo das Arbeitslager als „Sonderlager Watenstedt“ für „polizeiliche Zwecke“ bezeichnete. Die Bewachung der Häftlinge erfolgte unter dem Kommando der Gestapo aus Braunschweig und die Reichswerke stellten hierfür einen Teil der Wachmannschaften kostenlos ab. Im Frühjahr 1942 erweiterte die Gestapo Braunschweig das Arbeitserziehungslager um ein Straflager für Frauen. Das Arbeitserziehungslager wurde durch den Erlass des Reichssicherheitshauptamtes vom 1. Mai 1942 in Lager A für Männer und Lager B für Frauen umbenannt.
In der nordöstlichen Ecke des Lagers stand in der Nähe des Eingangs eine Leichenverbrennungsanlage. Zeitzeugen berichteten übereinstimmend, dass zu dieser zwei Verbrennungsöfen – etwa so groß wie eine Doppelgarage – und ein hoher Schornstein gehörten. Auf dem Lageplan vom 10. April 1943 ist diese Anlage nicht eingezeichnet, es gibt aber eine Luftaufnahme der englischen Luftwaffe vom 10. April 1945, auf der die Gebäude des Krematoriums zu sehen sind. Nachdem die amerikanischen Truppen im April 1945 wieder abgezogen waren, wurde das Krematorium von Arbeitern der Reichswerke „Hermann Göring“ abgerissen und sämtliche Spuren beseitigt.
In das Arbeitserziehungslager Hallendorf, das ursprünglich der Disziplinierung polnischer Zwangsarbeiter diente, konnten auch andere ausländische und deutsche Personen eingeliefert werden. Ab 1942 konnten Männer und Frauen auch ohne Gerichtsverfahren in dieses Lager eingewiesen werden. Die Haftgründe waren: unentschuldigtes Fehlen bei der Arbeit (Fehlen eines ärztlichen Attests), Verweigerung des „Deutschen Grußes“, Arbeitsbummelei (Zuspätkommen), Hören feindlicher Rundfunksender, Witze über den NS-Staat oder Kontaktaufnahme mit Ausländern. Zahlreiche politische Gegner der Nationalsozialisten wie Kommunisten, Sozialdemokraten oder Juden waren in diesem Arbeitserziehungslager, die teilweise in das KZ Sachsenhausen, KZ Buchenwald, KZ Ravensbrück und KZ Bergen-Belsen eingewiesen wurden. In der von Nationalsozialisten sogenannten Aktion Gitter wurden im Freistaat Braunschweig 60 Funktionäre der SPD und des Reichsbanner Schwarz-Rot-Gold verhaftet und in das Lager Hallendorf eingeliefert, darunter Martha Fuchs, Heinrich Jasper, Wilhelm Neddermeier, Heinrich Siems, Rudolf Löhr, Arthur Gräf, Otto Bosse, Albert Rohloff u. a. Von den 60 verhafteten Personen kehrten lediglich 17 zurück.
Nicht nur als Arbeitserziehungslager nutzte die Gestapo das Lager 21, sondern auch als Folter- und Hinrichtungsstätte und als Sammellager für Transporte ins KZ. In den Richtlinien des Reichssicherheitshauptamtes wurde hierzu ausgeführt:

„Das Arbeitserziehungslager Watenstedt dient außerdem noch der Aufnahme von Schutzhäftlingen bis zur Überstellung in ein Konzentrationslager. Auch werden Häftlinge, für die eine Sonderbehandlung vorgesehen ist, im Arbeitserziehungslager aufgenommen.“

Nahezu eintausend namentlich bekannte Personen des Lagers wurden unter Verwendung des Begriffs „Sonderbehandlung“ getötet. Die Toten des Lagers wurden mit wenigen Ausnahmen zunächst auf dem nahen Friedhof Westerholz (bei Hallendorf, etwa 1,2 km südwestlich des Lagers) bestattet. Ab Sommer 1943 wurde der dann fertiggestellte Friedhof Jammertal genutzt.

## Haftbedingungen

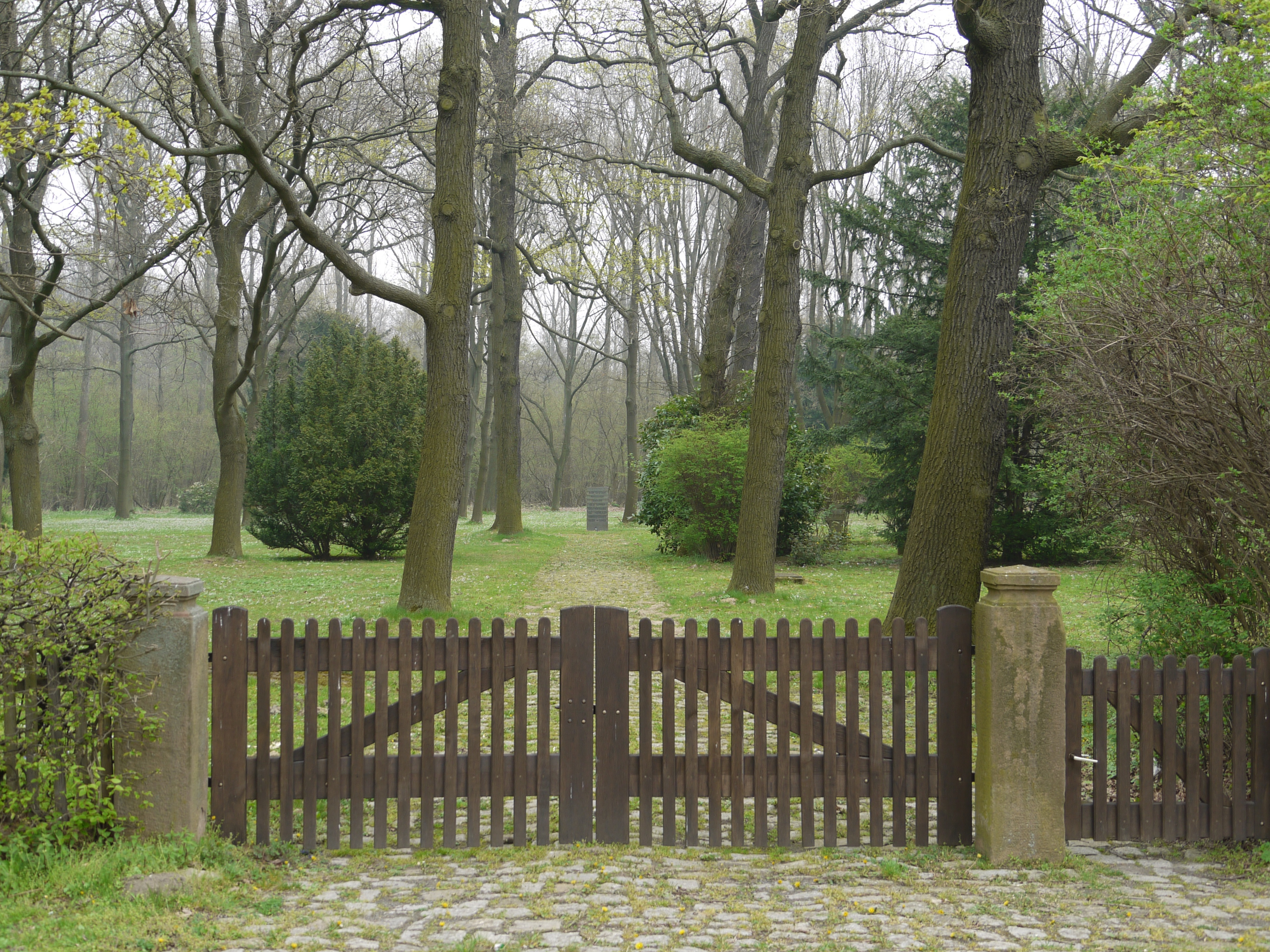
Eingang zum Ehrenfriedhof Westerholz. Die Gedenktafel im Hintergrund erinnert an die Opfer der Gewaltherrschaft, der Text lautet: „Auf diesem Friedhof ruhen 857 Opfer des Krieges und der Gewaltherrschaft 1939 – 1945“

Die Methoden des Lager 21 waren über die Braunschweiger Region hinaus von Bedeutung, in dem Haft- und Polizeistrafen bis zum Mord exekutiert wurden. Die Grundlagen für die Einweisungen der Häftlinge bildeten der Schutzhafterlass vom 25. Januar 1938 des Reichsministerium des Innern und der Erlass vom 4. Oktober 1939 des Innenministeriums, in dem die vorläufigen Festnahmen von 10 Tagen auf 3 Wochen erweitert werden konnten.
Eine besonders harte Bestrafung war die Arbeit in der glühenden Schlacke in Salzgitter-Drütte, die von den Häftlingen „Schlacke-Drütte“ genannt und gefürchtet wurde. Bei diesem Einsatz waren der Tod oder schwere Verbrennungen bzw. auch Gasvergiftungen beabsichtigt. Mindestens 300 Häftlinge kamen dabei ums Leben. Allein der Wachmann Fritz Panske hatte auf dem Kommando Schlacke-Drütte 60 Häftlinge erschossen.
Die Gefangenen wurden in Gruppen nach Nationalitäten eingeteilt und, nachdem man ihnen die Zivilkleidung abgenommen hatte, eingekleidet. Auf dem Hemd und der Hose wurde mit Ölfarbe der Schriftzug Häftling L 21 aufgebracht. Später im Jahre 1944 gab es keine Häftlingskleidung mehr und die Häftlinge mussten ihre Zivilkleidung tragen, wobei sie eigene Mäntel und Jacken gegen die Kälte nicht tragen durften. Die Häftlinge, die hingerichtet werden sollten, waren an blauen Gefängnisanzügen erkennbar, die anderen an grauen.
Nach der Einlieferung in das Arbeitslager wurden jene Häftlinge, die für die Hinrichtung vorgesehen waren, auf einem grünen Formular mit dem Vermerk „Sonderbehandlung“ eingetragen. Im Lager befand sich ein zerlegbarer hölzerner Galgen, der von einem polnischen Zimmermann mit weiteren Häftlingen auf dem Appellplatz errichtet werden musste, und diese Häftlinge legten die Schlinge um den Hals des Todeskandidaten. Die Hinrichtung erfolgte meistens in den Nachmittagsstunden gegen 14.00 Uhr, wobei der Lagerkommandant Friedrich Lattmann die Stütze der Falltür selbst wegzog. Ab 1943 wurden polnische und sowjetische Häftlinge im Hallendorfer Forst hingerichtet und im Jahr 1944 fanden Hinrichtungen auf dem Werksgelände statt, da es die Weisung gab, Hinrichtungen an einem nicht einsehbaren Ort vorzunehmen. Neben diesen nicht exakt zählbaren Hinrichtungen gab es Tötungen an Häftlingen, die angeblich auf der Flucht erschossen oder auch erschlagen wurden. Nach Misshandlungen starben Häftlinge im Lagerrevier aufgrund ihrer schweren Verletzungen. Nach Schätzungen starben monatlich 10 bis 15 Häftlinge. Bei Häftlingen, die den Terror der Gestapo nicht aushielten, kam es zu zahlreichen Selbsttötungen.
Der jüngste Gefangene war 12, der älteste über 80 Jahre alt. Ein Arzt, Edmund Schauff, kam zweimal wöchentlich zur Sprechstunde ins Lager. Der politische Häftling Hermann Wallbaum war alleiniger Lagersanitäter, der den Weisungen des Arztes Folge zu leisten hatte. Nach 1942 praktizierten keine Ärzte mehr im Lager 21 und ab 1943 arbeitete der Häftling Iwan Podrygulla als Arzt, dem es gemeinsam mit den Sanitätshäftlingen gelang, die Todesrate auf ein Drittel des Vorjahres zu senken.
Die Häftlinge waren in Räumen mit je 24 Bettgestellen untergebracht. Da die Räume überbelegt waren, mussten zahlreiche Häftlinge auf dem Boden schlafen. Im Verlauf des Jahres 1944 wurden, um mehr Platz zu schaffen, die Bettgestelle entfernt und alle Häftlinge mussten auf dem Boden schlafen. Es waren pro Raum nur acht Decken vorhanden, der Boden war mit Stroh bedeckt. Die Häftlinge nähten die Decken zusammen und krochen darunter, um sich gegen die Kälte zu schützen. Die tägliche Verpflegung bestand aus zwei Margarinebroten und einem Becher Kaffee.
Die Haftzeit lag zwischen mehreren Monaten und einem Jahr. Zur Erpressung von Geständnissen wurden die Gefangenen von den Beamten der Gestapo eingeschüchtert, misshandelt und gefoltert. Die Folter legalisierte der Erlass des Chefs der Sicherheitspolizei vom 12. Juni 1942, eine Geheime Reichssache. Lagerkommandant Lattmann verhängte gegen Nichtgeständige die sogenannte Bunkerhaft, wobei die Häftlinge in einen Bunker in den Maßen von 70 cm Breite, 60 cm Tiefe und 190 cm Höhe eingesperrt wurden. Die Eingesperrten konnten sich nicht bewegen, weder sitzen noch liegen, was unsägliche Schmerzen bereitete. Essensentzug, stündliches Wecken in der Nacht oder alle 10 Minuten kalt Duschen waren weitere Foltermethoden. Aufseherinnen schlugen mit Koppeln auf Häftlinge in den Duschen oder Toiletten ein und das Wachpersonal lief mit Reitpeitschen umher.

## Lagerorte
Das Männerlager war für 400 Häftlinge geplant, die Belegung stieg bis zum Sommer 1943 auf bis zu 1.800 an. Seit Bestehen der beiden Lager bis zum April 1945 unterzog die Gestapo etwa 26.000 bis 28.000 Männer und etwa 7.000 Frauen Schikanen und Erniedrigungen bis hin zur Hinrichtung. Heute erinnert eine Gedenktafel auf dem Ehrenfriedhof Westerholz an dieses Lager.

### Männerlager
Das Lager A für Männer befand sich etwa 300 Meter von der Landstraße Hallendorf-Bleckenstedt entfernt. Es hatte die Form eines Rechtecks und im Innern einen Appellplatz. Die Gefangenenbaracken waren von einem doppelten Maschen- und Stacheldrahtzaun mit dazwischenliegendem Wassergraben umgeben. Das Lager konnte nur durch einen Eingang betreten werden, der stets von einem Torposten bewacht war. Zwei Mannschaftsbaracken lagen zunächst an der nörd- und südlichen Längsseite. Fenster und Türen gab es nur zum Innenhof. Die Räumlichkeiten an der Ost- und Westseite dienten in den ersten Jahren als Wasch-, Bekleidungs- und Desinfektionsräume sowie als Küche und Verwaltungsraum. Nach 1942 wurde der Verwaltungsraum außerhalb des Rechtecks verlegt und die freiwerdenden Räume entweder mit Häftlingen belegt oder als Funktionsräume für die Lagerwache, Material, Bekleidung, Desinfektion, Duschen, Aborte und zur Arbeit genutzt. Das Werkschutzgebäude außerhalb verfügte über 20 Arrestzellen für die Fesselungs- und Dunkelhaft. Weiterhin gab es Handwerkerräume, ein Wohngebäude für den Lagerkommandanten und eines für das Verwaltungspersonal, eine Garage, einen Pferde- und Viehstall, ein Schwimmbad und einen Notwasserteich.

### Frauenlager
Das für 800 Frauen geplante Lager B wurde am 1. Juli 1942 von den Reichswerken an die Gestapo vermietet. Es lag südwestlich des Männerlagers und glich diesem in seinem Aufbau. Die Baracke an der Ostseite wurde durch das weibliche Wachpersonal genutzt. Dort befanden sich Zellen für die Strafhaft, Krankenzimmer und Küche. Außerhalb des Lagers befand sich die Wohnbaracke für das weibliche Polizeipersonal.

### Lager Hessen am Fallstein
Mitte 1944 wurde in Hessen am Fallstein in der Bahnhofstraße das Arbeitserziehungslager Nr. 1847 als Außenlager des Lagers 21 eröffnet, in dem u. a. polnische Zwangsarbeiter untergebracht waren. Dieses Lager, das erstmals Mitte Januar 1945 erwähnt wurde, war wie das Hallendorfer Lager der Staatspolizeistelle Braunschweig unterstellt.

## Heutiger Zustand
Als die amerikanischen Truppen Anfang April 1945 auf das Stadtgebiet vorrückten, wurden die Insassen des Lagers zusammen mit denen des Lagers in Hessen am Fallstein nach Helmstedt gebracht, wo sie dann „entlassen“ wurden. Das Frauenlager wurde am 29. März 1945 bei einem Bombenangriff vollständig zerstört, die Baracken des Männerlagers wurden bis zum Spätsommer 1945 abgerissen und die Bunkeranlagen wurden 1949 durch amerikanische Pioniere gesprengt. Einige der Verwaltungsgebäude wurden bis Ende der 1950er Jahre als Wohnraum genutzt. Heute (2018) ist das Gelände vom Wald überwachsen und nur wenige Betonreste erinnern an das ehemalige Lager.